# Accident Man 2: Zabijákova dovolená
Accident Man 2: Zabijákova dovolená (anglicky Accident Man: Hitman's Holiday) je britský akční dobrodružný film z roku 2022, pokračování filmu Accident Man z roku 2018 s Georgem Kirbym a Harrym Kerrem v hlavní roli v režii Harryho Kirbyho, adaptace stejnojmenného komiksu z roku 1991 od Pata Meatha a Tony Skinnera.

## Obsazení
- Scott Adkins